# Рожков, Андрей Николаевич (спасатель)
Андре́й Никола́евич Рожко́в (1961—1998) — российский спасатель, альпинист, Герой Российской Федерации (1998).

## Биография
Родился в городе Дзержинске Горьковской области. После окончания средней школы в Москве поступил в Московский гидромелиоративный институт, который окончил в 1983 году. В 1984 году окончил спецкурс испанского языка. С 1984 по 1986 годы работал инженером отдела гидрохранилищ во ВНИИ «Союзгипроводхоз». В это же время учился во Всесоюзной школе инструкторов альпинизма, прошел стажировку и окончил курсы спасателей-альпинистов.
В 1986 году поступил на работу старшим инструктором в отдел учетно-спортивной работы и спасательной службы Управления альпинизма Всесоюзного совета ВДФСО профсоюзов, также работал там тренером по альпинизму. С 1989 по 1991 год был начальником отдела альпинизма и туризма профессионального спортивного клуба «КАМАЗ». Состоял в спасательном отряде Красного Креста и Красного Полумесяца, в составе которого участвовал в ликвидации последствий землетрясения в Армении в 1988 году. В 1987—1991 годах совершал восхождения на горы Свободная Корея (Тянь-Шань), Гран-Капуцин (Франция), пик Корженевской (Памир), пик Коммунизма, Хан-Тенгри (Тянь-Шань), пик Ауэзова, пик Ленина (Памир). В 1989 году руководил советско-французской экспедицией на пик Коммунизма. Руководил группой альпинистов-спасателей на спасательной операцией по предотвращению разрушения 150-метровой трубы на Уфимском НПЗ (сентябрь 1991г.).
В 1991 году Рожков перешел на работу в ГКЧС России, был ведущим специалистом, а в 1992 году стал заместителем начальника отряда «Центроспас». В 1992 году ему была присвоена квалификация «Спасатель международного класса». Принимал участие во многих поисково-спасательных операциях в России и за рубежом, участвовал в операции по доставке гуманитарной помощи во время войны в Боснии, в поиске вертолетчиков, погибших во время грузино-абхазской войны в районе реки Кодори, во время первой чеченской войны эвакуировал больных и раненых из Грозного, спасал экспонаты местного музея. Руководил лыжной группой во время учений МЧС России на Северном полюсе (1995). В общей сложности участвовал более чем в 150 спасательных операциях.
Рожков сотрудничал с редакциями различных журналов и газет, публикуя очерки, статьи, фотографии с мест событий, в которых ему довелось участвовать, занял I и III места в фотоконкурсе «Интерфото» в 1996 году, был удостоен премии журнала «Огонёк» за 1997 год, писал детские сказки, которые были изданы, стихи.
Получил перелом позвоночника при неудачном парашютном прыжке и долго выздоравливал.
Был награждён орденом «За личное мужество» и медалями.
Андрей Рожков погиб 22 апреля 1998 года во время погружения в воды Северного Ледовитого океана при испытаниях нового спасательного водолазного оборудования. Похоронен в Москве на Хованском Северном кладбище.
30 июня 1998 года за мужество и героизм, проявленные при испытаниях нового спасательного водолазного оборудования указом Президента РФ ему посмертно было присвоено звание Героя Российской Федерации.

## Награды и звания
- Герой Российской Федерации (30 июня 1998)
- орден «За личное мужество»
- медаль ордена «За заслуги перед Отечеством» 2-й степени
- медаль «За отвагу» (26 июля 1993)
- ряд ведомственных наград

## Память

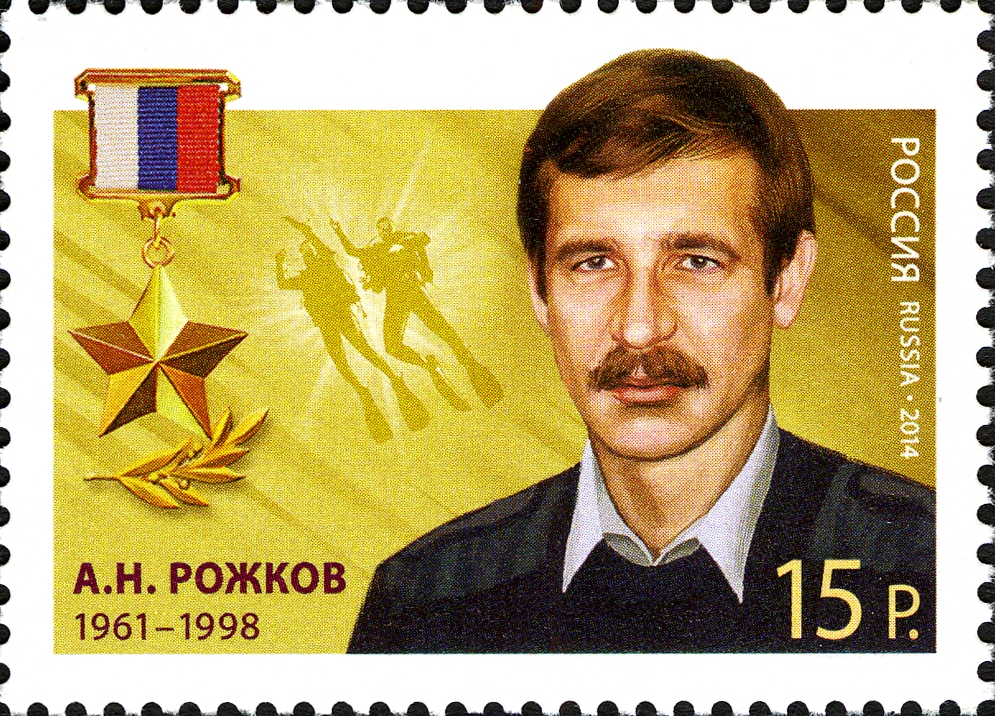
Почтовая марка России, 2014 год

- Его именем назван вертолет Ми-8 МЧС РФ, поисково-спасательный катер «Мангуст» поисково-спасательного отряда МЧС РФ по Архангельской области.
- Постановлением Правительства Москвы имя Андрея Рожкова присвоено школе № 502, где он учился.
- В декабре 2007 года в поселке Мулино Нижегородской области открылась кадетская школа-интернат пожарно-спасательного профиля, которая также носит имя Андрея Рожкова. В его честь проводятся ежегодные соревнования юных спасателей.
- 16 мая 2001 года небольшой безымянный остров на территории Архангельской области в Баренцевом море, расположенный у западного побережья острова Северный островов Новая Земля, с координатами 75°46' северной широты и 58°40' восточной долготы был назван «островом Рожкова»[1].
- В 2014 году Почта России в серии «Герои Российской Федерации» выпустила марку (номинальная стоимость 15 рублей, номер по каталогу 1803), посвящённую Андрею Рожкову.